# Brett Young

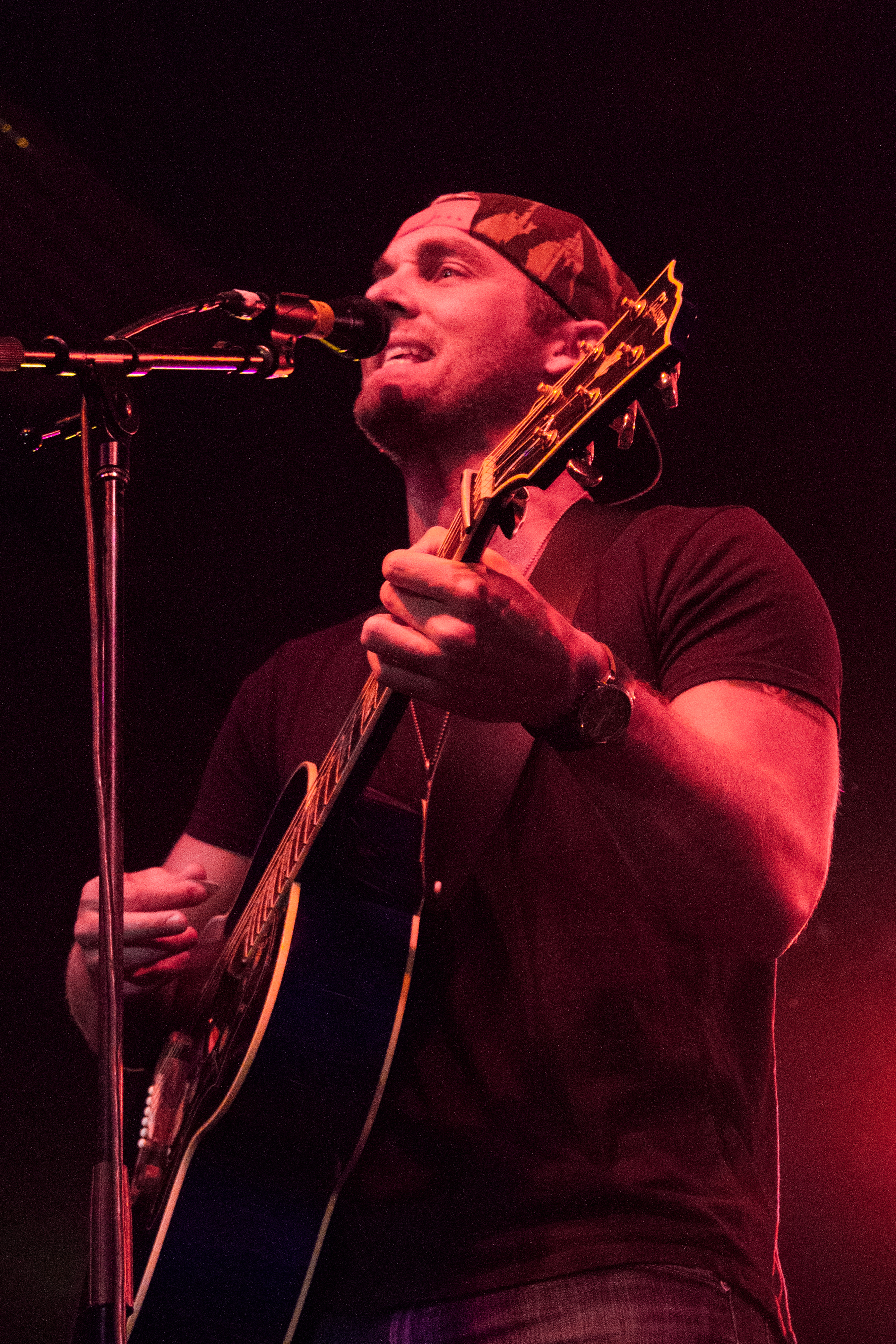
Brett Young (2015)

Brett Young (* 23. März 1981 in Anaheim, Kalifornien) ist ein US-amerikanischer Countrysänger.

## Karriere
Brett Young wuchs auf in Kalifornien und lernte als Teenager Gitarre spielen. In der High School half er beim Schulgottesdienst und übernahm die musikalische Gestaltung, wenn der musikalische Leiter nicht anwesend sein konnte. Hauptsächlich war er während seiner Schulzeit aber ein erfolgreicher Baseballspieler, der im High-School- und im Collegeteam und stand schon unter Beobachtung der Profiteams, als eine Ellbogenverletzung die Sportkarriere beendete.
Danach nahm er sich Gavin DeGraw als musikalisches Vorbild und begann Songs zu schreiben. Seine Auftritte weiteten sich über ganz Kalifornien aus und 2007 nahm er eine erste EP auf. Zwei weitere EPs folgten 2011 und 2013. Bis dahin hatte er sich in seinem Heimatstaat einen Namen gemacht, in den bekanntesten Veranstaltungssälen gespielt und hatte bei Auftritten von Musikern wie Colbie Caillat und Katy Perry eröffnet.
Da er sich musikalisch vor allem in Richtung Country und Country-Pop entwickelt hatte, beschloss er Mitte der 2010er nach Nashville zu gehen. Eine weitere selbst produzierte EP brachte ihm einen Plattenvertrag mit dem Label Big Machine und im Februar 2016 veröffentlichte er dort seine erste richtige EP. Sie kam auf Anhieb in die offiziellen US-Charts. Besonders erfolgreich war der Song Sleep Without You, der es bis in die Top 50 der Singlecharts und auf Platz 3 der Country-Charts schaffte. Die Single wurde mit Gold ausgezeichnet. Ein weiteres Jahr dauerte es, bis sein Debütalbum Brett Young fertiggestellt war und veröffentlicht wurde. Damit erreichte er Platz 18 der Albumcharts und Platz 2 unter den Country-Alben. Das Lied In Case You Didn’t Know wurde ein weiterer Charthit und ein Top-10-Hit in den Countrycharts. Es wurde 2024 mit Diamant ausgezeichnet (entspricht 10 Millionen verkaufte Einheiten) und ist damit Youngs erfolgreichste Single.

## Diskografie

### Alben
| Jahr | Titel Musiklabel                                        | Höchstplatzierung, Gesamtwochen, AuszeichnungChartplatzierungen (Jahr, Titel, Musiklabel, Platzierungen, Wochen, Auszeichnungen, Anmerkungen) | Höchstplatzierung, Gesamtwochen, AuszeichnungChartplatzierungen (Jahr, Titel, Musiklabel, Platzierungen, Wochen, Auszeichnungen, Anmerkungen) | Anmerkungen                            |
| Jahr | Titel Musiklabel                                        | US | Country | Anmerkungen                            |
| ---- | ------------------------------------------------------- | --- | --- | -------------------------------------- |
| 2017 | Brett Young Big Machine                                 | US18 Platin · (132 Wo.)US | Country2 (228 Wo.)Country | Erstveröffentlichung: 10. Februar 2017 |
| 2018 | Ticket to L.A. Big Machine                              | US15 Gold · (15 Wo.)US | Country1 (75 Wo.)Country | Erstveröffentlichung: 7. Dezember 2018 |
| 2021 | Weekends Look a Little Different These Days Big Machine | US79 (1 Wo.)US | Country9 (2 Wo.)Country | Erstveröffentlichung: 4. Juni 2021     |
| 2023 | Across The Sheets Big Machine                           | — | Country39 (1 Wo.)Country | Erstveröffentlichung: 4. August 2023   |

Weitere Alben
- 2012: Brett Young
- 2013: On Fire
- 2013: Broken Down

### EPs
| Jahr | Titel                 | Höchstplatzierung, Gesamtwochen, AuszeichnungChartplatzierungen (Jahr, Titel, Platzierungen, Wochen, Auszeichnungen, Anmerkungen) | Höchstplatzierung, Gesamtwochen, AuszeichnungChartplatzierungen (Jahr, Titel, Platzierungen, Wochen, Auszeichnungen, Anmerkungen) | Anmerkungen                              |
| Jahr | Titel                 | US | Country | Anmerkungen                              |
| ---- | --------------------- | --- | --- | ---------------------------------------- |
| 2016 | Brett Young EP        | US189 (3 Wo.)US | Country30 (19 Wo.)Country | Erstveröffentlichung: 12. Februar 2016   |
| 2019 | The Acoustic Sessions | — | Country31 (1 Wo.)Country | Erstveröffentlichung: 13. September 2019 |

Weitere EPs
- 2007: Brett Young
- 2011: Make Believe
- 2011: Acoustic
- 2012: Supposed to Be
- 2015: Country in California

### Singles
| Jahr | Titel Album                                            | Höchstplatzierung, Gesamtwochen, AuszeichnungChartplatzierungen (Jahr, Titel, Album, Platzierungen, Wochen, Auszeichnungen, Anmerkungen) | Höchstplatzierung, Gesamtwochen, AuszeichnungChartplatzierungen (Jahr, Titel, Album, Platzierungen, Wochen, Auszeichnungen, Anmerkungen) | Anmerkungen                                          |
| Jahr | Titel Album                                            | US | Country | Anmerkungen                                          |
| --- | ------------------------------------------------------ | --- | --- | ---------------------------------------------------- |
| 2016 | Sleep Without You Brett Young                          | US47 ×2Doppelplatin · (18 Wo.)US | Country3 (33 Wo.)Country | Erstveröffentlichung: 11. April 2016                 |
| 2017 | In Case You Didn’t Know Brett Young                    | US19 Diamant · (28 Wo.)US | Country2 (52 Wo.)Country | Erstveröffentlichung: 9. Januar 2017                 |
| 2017 | Like I Loved You Brett Young                           | US46 ×2Doppelplatin · (20 Wo.)US | Country3 (27 Wo.)Country | Erstveröffentlichung: 17. Juli 2017                  |
| 2018 | Mercy Brett Young                                      | US29 ×4Vierfachplatin · (20 Wo.)US | Country2 (34 Wo.)Country | Erstveröffentlichung: 20. Februar 2018               |
| 2018 | Here Tonight Ticket to L.A.                            | US42 ×2Doppelplatin · (20 Wo.)US | Country2 (33 Wo.)Country | Erstveröffentlichung: 24. September 2018             |
| 2019 | Catch Ticket to L.A.                                   | US29 Platin · (17 Wo.)US | Country5 (42 Wo.)Country | Erstveröffentlichung: 3. Juni 2019                   |
| 2020 | Lady Weekends Look a Little Different These Days       | US52 Platin · (19 Wo.)US | Country7 (49 Wo.)Country | Erstveröffentlichung: 30. April 2020                 |
| 2021 | Not Yet Weekends Look a Little Different These Days    | — | Country35 (12 Wo.)Country | Erstveröffentlichung: 26. April 2021                 |
| 2022 | Never Til Now Already Drank That Beer                  | — | Country46 (2 Wo.)Country | Erstveröffentlichung: 1. April 2022 mit Ashley Cooke |
| 2022 | You Didn’t Weekends Look a Little Different These Days | US63 Gold · (12 Wo.)US | Country18 (25 Wo.)Country | Erstveröffentlichung: 21. Oktober 2022               |
| 2023 | Dance With You Across The Sheets                       | — | Country40 (1 Wo.)Country | Erstveröffentlichung: 14. April 2023                 |
| Folgende Lieder erschienen nicht als Single, wurden aber durch das Album zum Download und Streaming bereitgestellt und konnten somit eine Platzierung erlangen: |                                                        | | |                                                      |
| |                                                        | | |                                                      |
| 2018 | Don’t Wanna Write This Song Ticket to L.A.             | — | Country32 (1 Wo.)Country | Charteinstieg: 22. Dezember 2018                     |

Weitere Singles
- 2013: Let It All In
- 2020: I Do (mit Astrid S)

## Auszeichnungen für Musikverkäufe
| Goldene Schallplatte - Australien - 2023: für die Single Here Tonight - 2023: für die Single Lady - 2023: für die Single Like I Loved You - 2023: für die Single Sleep Without You - Kanada - 2024: für die Single Dance With You - Vereinigte Staaten - 2008: für den Mastertone It’s Not Over (Daughtry) - 2023: für das Lied Chapters - Vereinigtes Königreich - 2025: für die Single In Case You Didn’t Know | Platin-Schallplatte - Australien - 2023: für die Single Mercy - Kanada - 2008: für die Autorenbeteiligung It’s Not Over (Daughtry) - 2019: für das Album Brett Young 2× Platin-Schallplatte - Vereinigte Staaten - 2019: für die Autorenbeteiligung It’s Not Over (Daughtry) 3× Platin-Schallplatte - Australien - 2023: für die Single In Case You Didn’t Know 6× Platin-Schallplatte - Kanada - 2023: für die Single In Case You Didn’t Know |

Anmerkung: Auszeichnungen in Ländern aus den Charttabellen bzw. Chartboxen sind in ebendiesen zu finden.
| Land/RegionAuszeichnungen für Musikverkäufe (Land/Region, Auszeichnungen, Verkäufe, Quellen) | Gold     | Platin       | Diamant  | Verkäufe   | Quellen         |
| -------------------------------------------------------------------------------------------- | -------- | ------------ | -------- | ---------- | --------------- |
| Australien (ARIA)                                                                            | 4× Gold4 | 4× Platin4   | —        | 420.000    | aria.com.au     |
| Kanada (MC)                                                                                  | Gold1    | 8× Platin8   | —        | 680.000    | musiccanada.com |
| Vereinigte Staaten (RIAA)                                                                    | 3× Gold3 | 15× Platin15 | Diamant1 | 26.500.000 | riaa.com        |
| Vereinigtes Königreich (BPI)                                                                 | Gold1    | —            | —        | 400.000    | bpi.co.uk       |
| Insgesamt                                                                                    | 9× Gold9 | 27× Platin27 | Diamant1 |            |                 |